# Eustrotia phaeomera
Eustrotia phaeomera är en fjärilsart som beskrevs av George Francis Hampson 1910. Eustrotia phaeomera ingår i släktet Eustrotia och familjen nattflyn. Inga underarter finns listade i Catalogue of Life.